# Щасливе (Запорізький район)
Щасли́ве — село в Україні, у Комишуваській селищній громаді Запорізького району Запорізької області. Населення — 723 осіб. До 2016 року орган місцевого самоврядування — Комишуваська селищна рада.

## Географія
Село Щасливе розташоване за 42 км від обласного центру та 6,5 км від адміністративного центру селищної громади. Найближче сусіднє село Кущове (за 2 км). Селом тече річка Мокра Комишуватка. Поруч пролягає залізниця Запоріжжя II — Пологи, найближча залізнична станція Фісаки (за 5 км).

## Історія
Село засноване 1917 року під первинною назвою Новоселівка. 
7 (20) листопада 1917 року, відповідно до Третього Універсалу Української Центральної Ради, увійшло до складу Української Народної Республіки.
У 1965 році перейменоване в село Щасливе.
12 червня 2020 року, відповідно до Розпорядження Кабінету Міністрів України від № 713-р «Про визначення адміністративних центрів та затвердження територій територіальних громад Запорізької області», село увійшло до складу Комишуваської селищної громади.
19 липня 2020 року, в результаті адміністративно-територіальної реформи та ліквідації Оріхівського району, село увійшло до складу новоутвореного Запорізького району.
19 липня 2022 року, близько 15:45, російські окупанти завдали обстрілу села, внаслідок якого пошкоджені житлові будинки. 

## Економіка
- ВАТ «Селянсько-козацька корпорація».
- КСП «Згода».
- ФГ «Бір».
- ФГ «Веселка М. А.».

## Об'єкт соціальної сфери
- Середня загальноосвітня школа